# Leifa
Leifa is een historisch merk van motorfietsen.
De bedrijfsnaam was “Fama” Fahrzeug & Motoren AG, Kiel-Friedrichsort.
Fama was een voormalige scheepswerf die een beperkte productie van 148cc-zijklep-motorfietsen had. De motorfietsen werden echter alleen in 1924 en 1925 geproduceerd.